# Ouverture inférieure du pelvis
L'ouverture inférieure du pelvis (ou  détroit inférieur) correspond à l'orifice inférieur du bassin osseux. 

## Description
L'ouverture inférieure du pelvis est limité par d'avant en arrière  :
- le bord inférieur de la symphyse pubienne,

- le bord inférieur de la branche ischio-pubienne,
- le bord inférieur de la tubérosité ischiatique,
- les bords inférieurs des ligaments sacro-tubéral et sacro-épineux,
- la pointe du coccyx.

Elle a une forme de losange à grand axe antéro-postérieur dont la partie antérieure regarde en bas et en avant.. 
Elle est plus large chez la femme, la distance entre les ischions étant plus grande.
Le triangle antérieur est limité en avant par l'angle sous-pubien arrondi par le ligament pubien inférieur, et sur les côtés par les branches ischio-pubiennes jusqu'aux tubérosités ischiatiques.
Le triangle postérieur est limité en arrière par le sommet du coccyx, et sur les côtés par les bords inférieurs des ligaments sacro-tubéral et sacro-épineux jusqu'aux tubérosités ischiatiques.
Elle mesure en moyenne 9 cm mais est extensible et plus large chez la femme pour permettre l'accouchement pouvant atteindre 12,5cm.
- Diamètre antéro-postérieur: de la partie inférieure du pubis au coccyx: de 9 à 11 cm si le coccyx est redressé.
- Diamètre transverse: entre les deux ischions: 12,5 cm.